# Juan Correa de Vivar

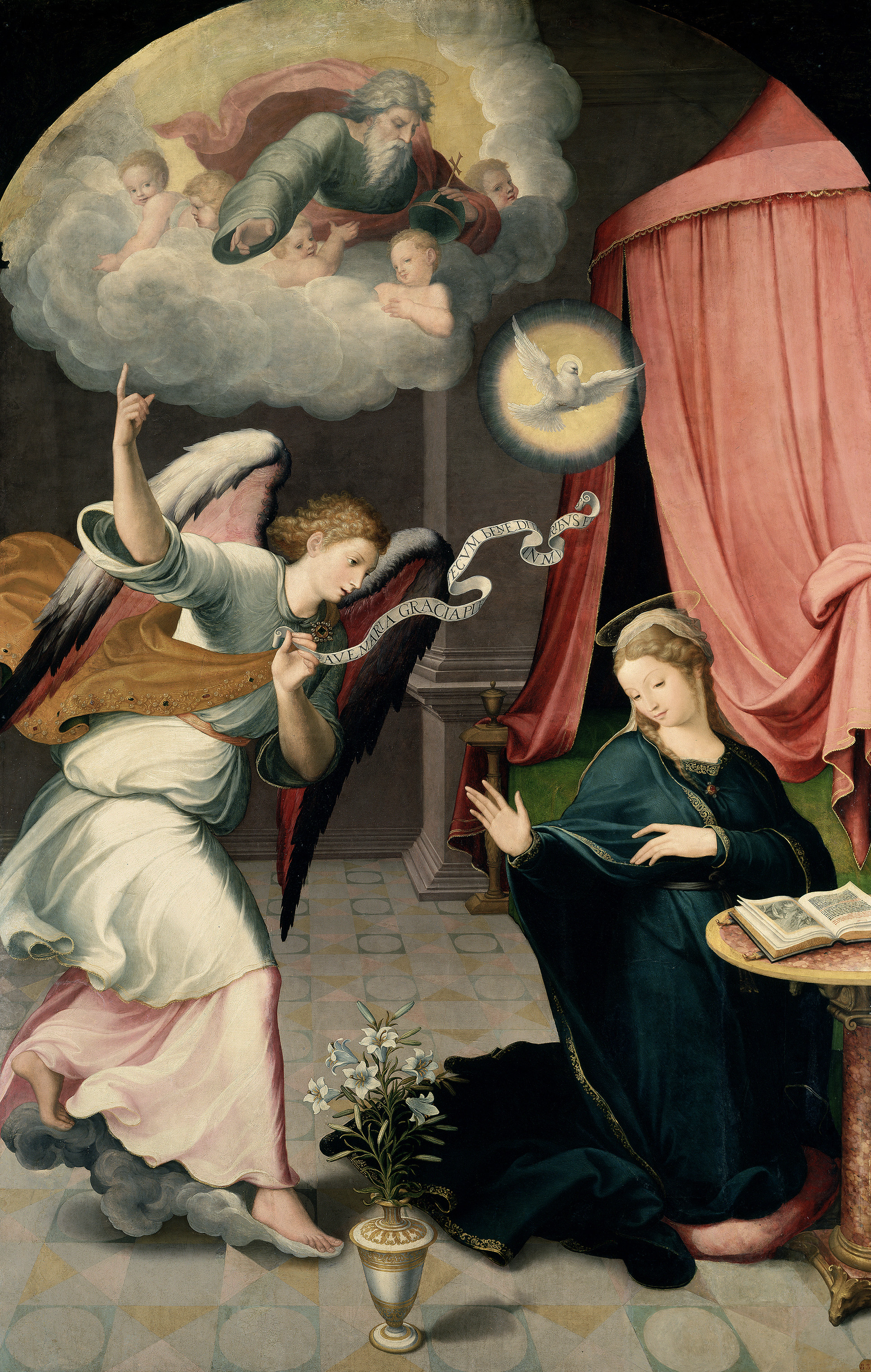
Verkündigung, 1559, Prado, Madrid

Juan Correa de Vivar (* um 1510 in Mascaraque, Toledo; † 16. April 1566 in San Miguel, Toledo) war ein spanischer Maler der Renaissance.

## Leben
Juan Correa de Vivar wurde in Mascaraque geboren, dem Dorf, aus dem sein Vater stammte. Seine mütterliche Familie stammte aus Portillo de Toledo. Sein Großvater Payo Correa war Stadtrat der Stadt Toledo. Die Vivars nannten sich Nachkommen des Nationalheldens El Cid. Juan Correa de Vivar besaß ein großes Haus und Land in Mascaraque, in das er von Zeit zu Zeit zurückkehrte. Er hat nie geheiratet. Wie aus seinem Testament hervorgeht war er ein religiöser Mann. Er verließ sein Eigentum für wohltätige Zwecke, für Messen oder zur Gründung eines ewigen Kanonikums in der Pfarrei Mascaraque, dessen erster Nutznießer sein Neffe, Rodrigo de Vivar war.

## Werk
Juan Correa de Vivar lernte den Beruf des Malers im Atelier von Juan de Borgoña, dem wichtigsten Meister der toledanischen Malerei in den ersten Jahrzehnten des 16. Jahrhunderts, beeinflusst von der italienischen Malerei sowie von den spanischen und nordischen Schulen.
Er begann seine ersten wichtigen Arbeiten in den 1530er Jahren. Die ersten Gemälde, die ihm zugeschrieben werden können, sind die Altarbilder des Klarissenklosters in Griñón (Madrid). In diesem Jahrzehnt können wir ein kleines Altarbild für die Pfarrei Mora (Toledo) und das Altarbild der Geburt Christi für das Kloster Guidando (El Tiemblo, Ávila) sehen, in dem wir den großen Einfluss von Juan de Borgoña für die Komposition entdecken. Die beiden 2010 vom Louvre erworbenen Gemälde – Die Geburt Christi und Die Heimsuchung – sind frühe Werke, die vom Einfluss von Juan de Borgoña geprägt sind.
Er entfernte sich jedoch allmählich vom Stil seines Meisters, um sich dem Manierismus zu nähern, wie auf dem Altarbild für die Kirche von Meco (Madrid) zu sehen ist. 1540 malte er Werke für die Gemeinde San Martín de Valdeiglesias (Madrid), die Kirche Santiago del Arrabal, die Kirche San Nicolás in Toledo und das Altarbild von Herrera del Duque, wo er seinen ersten Kontakt mit Luis de Morales hatte.
Der Einfluss von Raffael macht sich in den 1550er Jahren mit monumentaleren Figuren stärker bemerkbar. Er fertigte das Altarbild für die Kapelle der Virgen del Sagrario in der Kathedrale von Toledo.
In den letzten zehn Jahren seines Lebens finden wir den Einfluss von Luis de Morales und den Manierismus von Alonso Berruguete und Juan de Villoldo. Er schuf eine Vielzahl von Werken für die Kathedrale von Teruel, und Gemälde wie die Kreuzigung in der Santa Catalina-Kapelle der Kirche von El Salvador in Toledo, das Altarbild der Kirche von Almorox (Toledo), Altarbilder der Nonnen von San Pablo de Toledo, von Calzada de Calatrava (Ciudad Real) und Villaseca de la Sagra (Toledo). Seine Werke hängen in den bekanntesten Museen der Welt, wie dem Louvre in Paris oder dem Museo del Prado in Madrid. Im Maria-Himmelfahrt-Dom in Leslau, Polen hängt eines seiner interessantesten Werke: Die Kreuzigung (1565).
Juan Correa de Vivar starb am 16. April 1566 in Toledo in der Gemeinde San Miguel und wurde in Mascaraque beigesetzt.

## Galerie

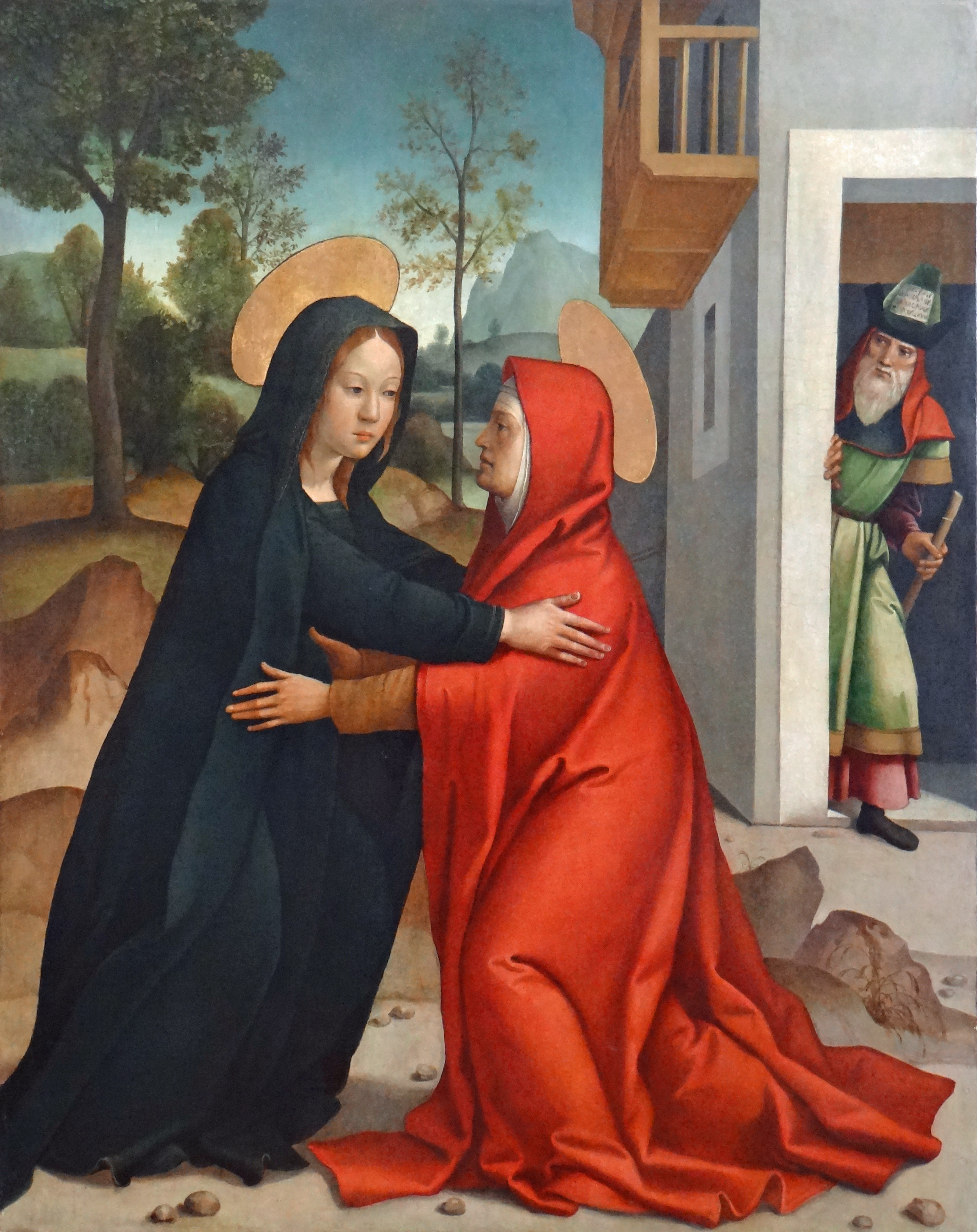
Die Heimsuchung Mariä (Visitation), Louvre, Paris
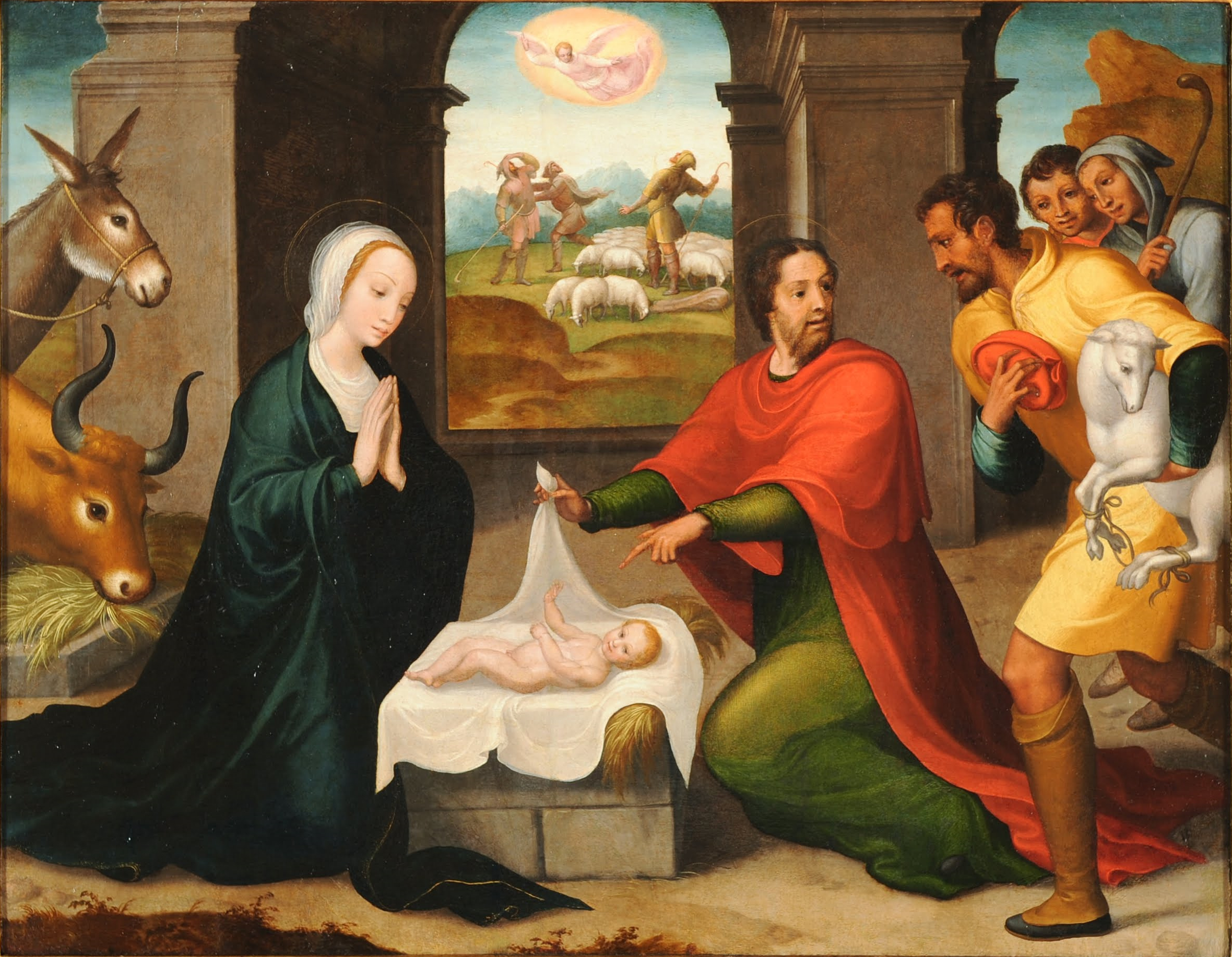
Anbetung der Hirten, Museo de Santa Cruz, Toledo
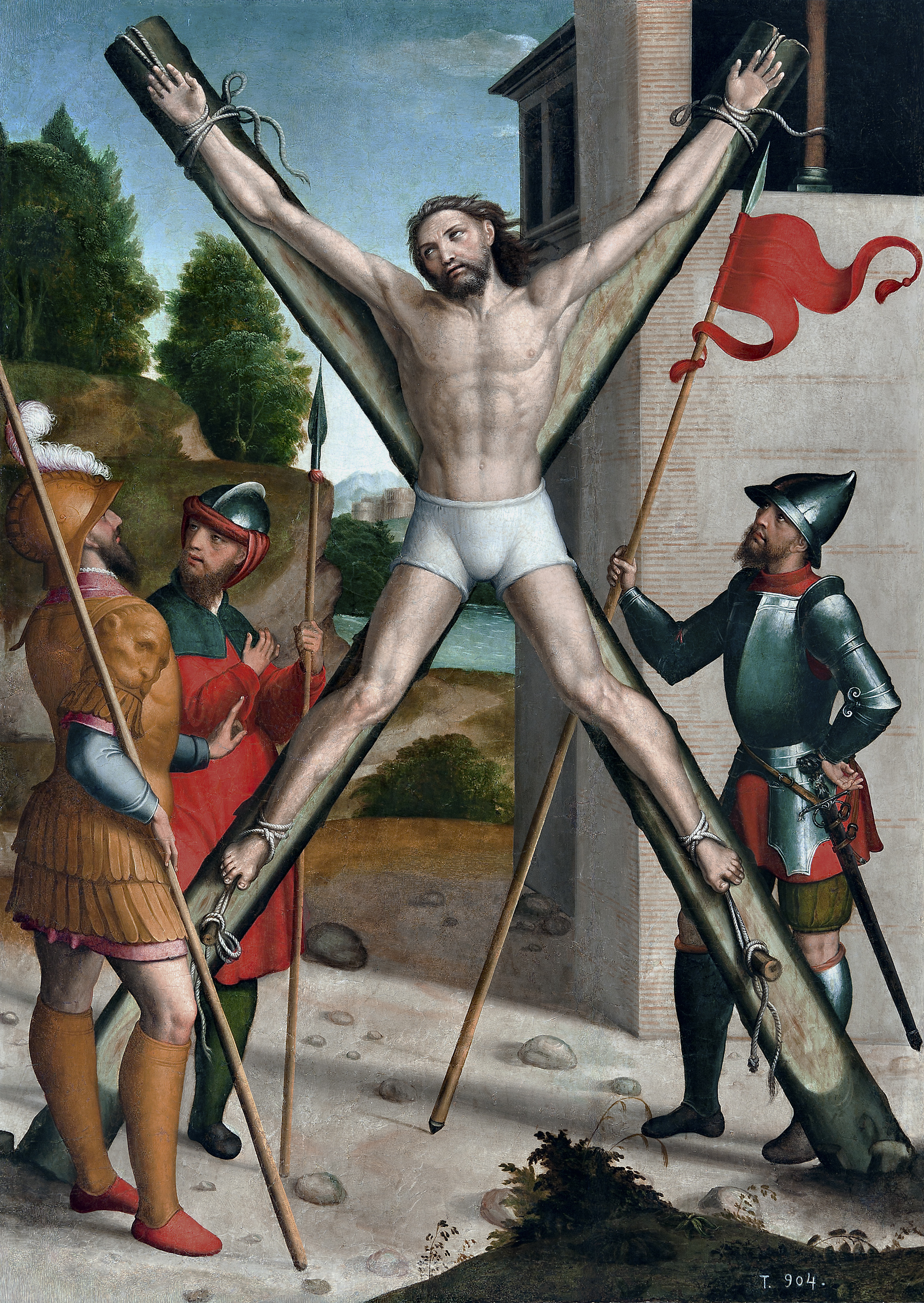
Martyrium des Hl. Andreas, Depot im Museo de Santa Cruz, Toledo
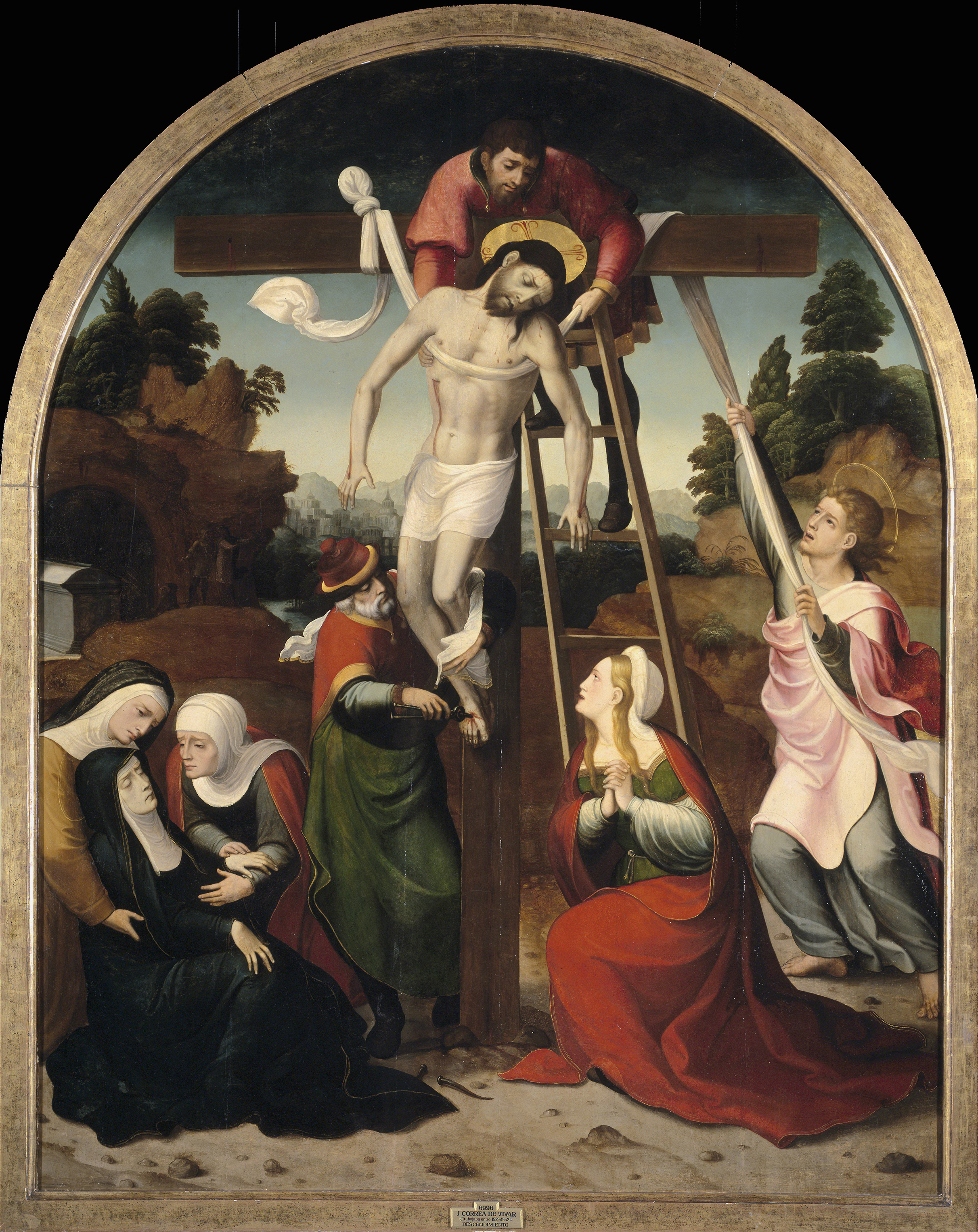
Kreuzabnahme, Depot im Museo de Santa Cruz, Toledo
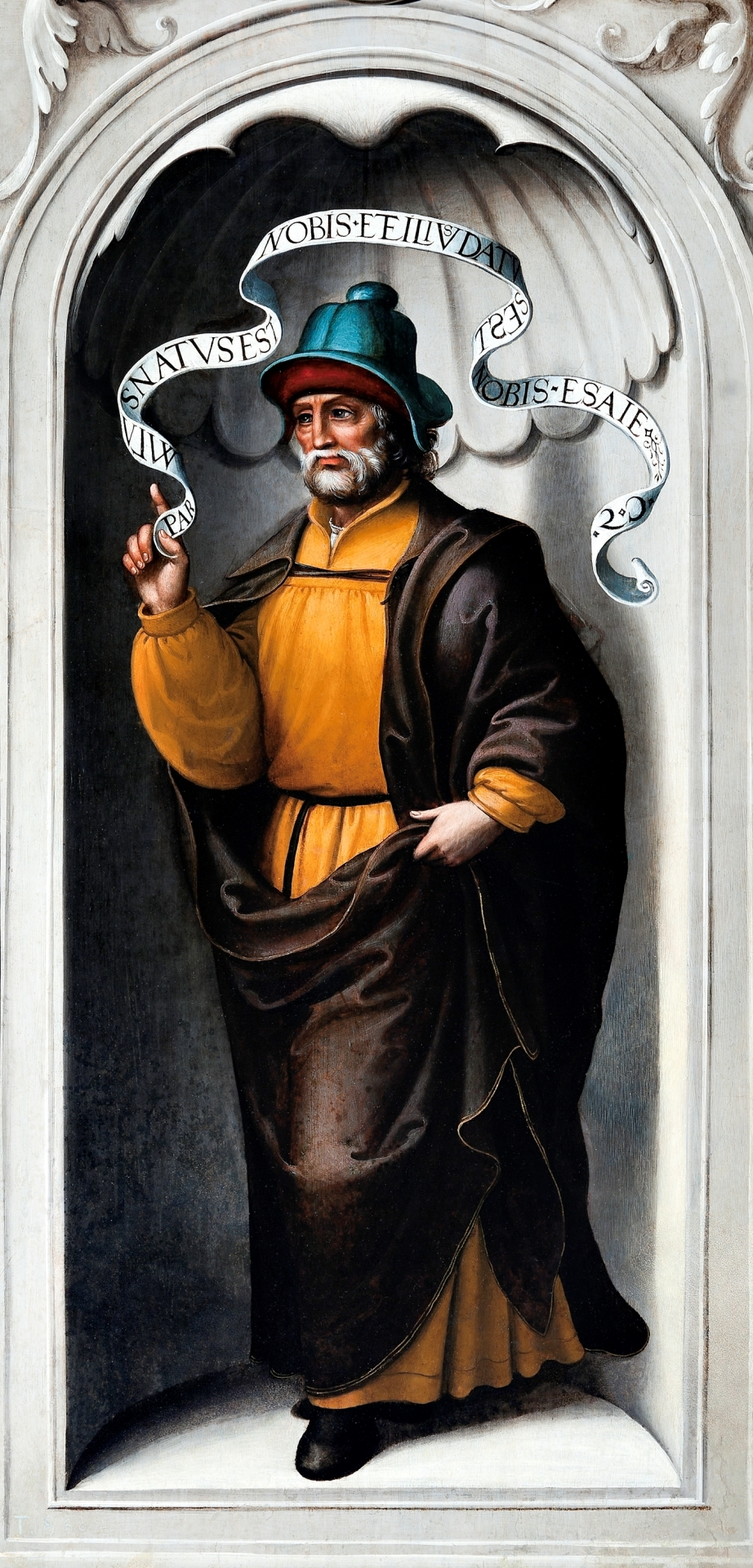
Prophet Jesaja, ca. 1533–35, Prado, Madrid
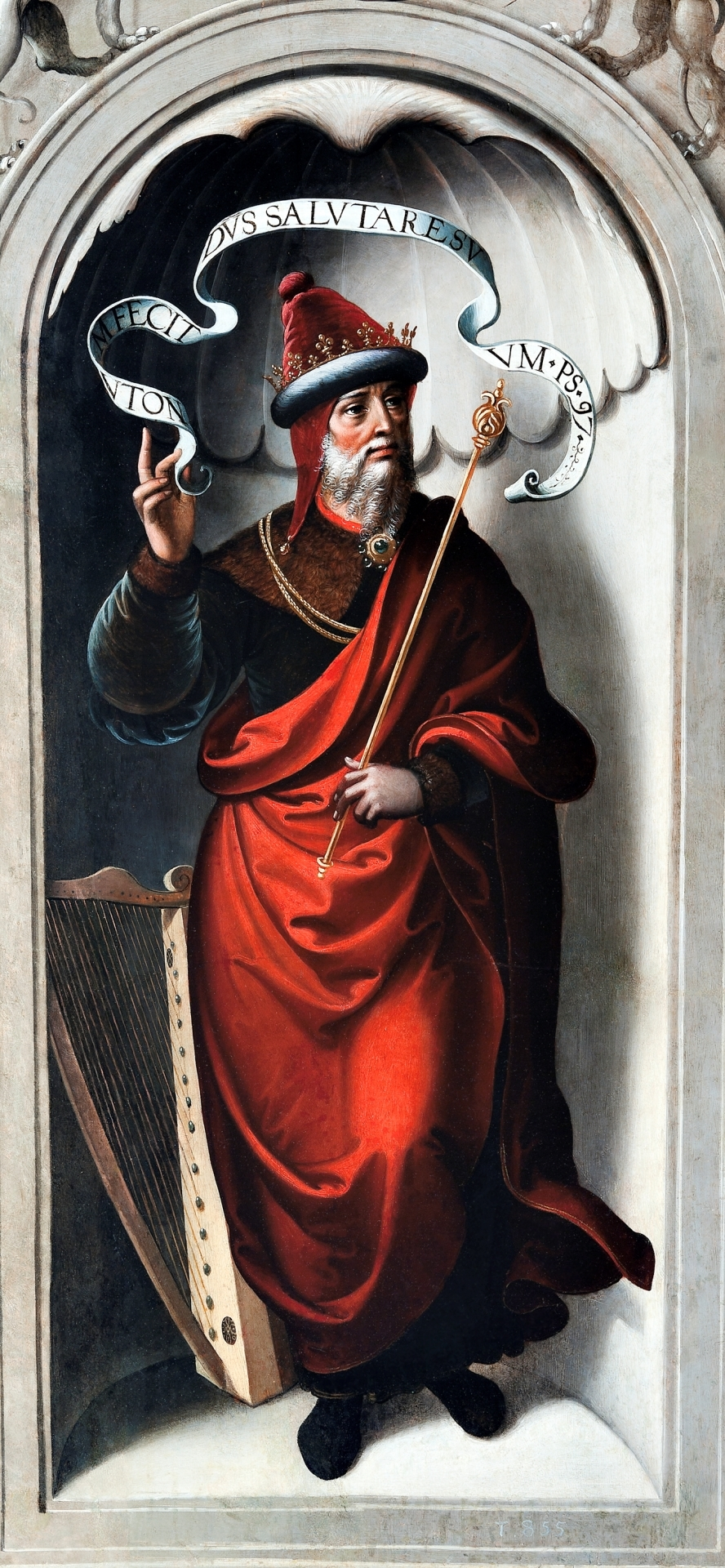
König David, ca. 1533–35, Prado, Madrid
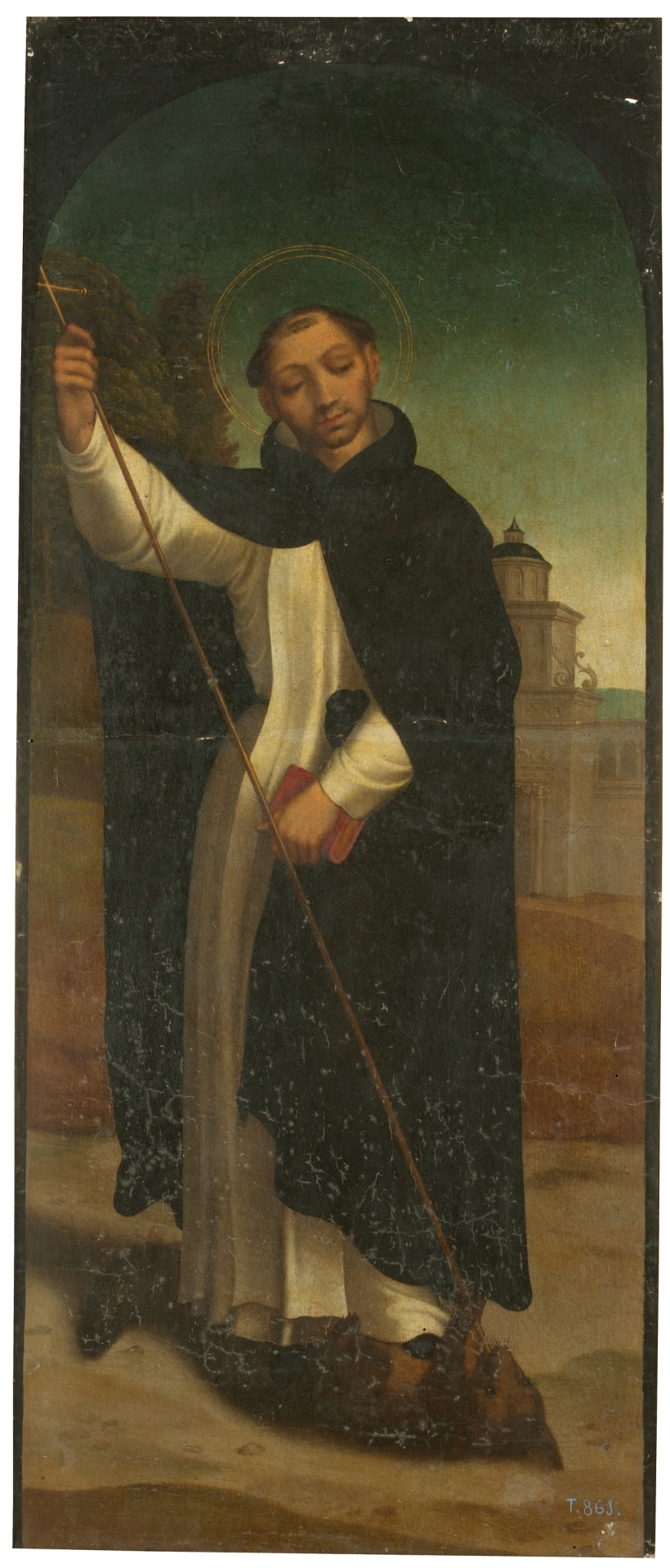
Der hl. Dominikus, Prado, Madrid